# Notacamacolaimus australis
Notacamacolaimus australis is een rondwormensoort. De wetenschappelijke naam van de soort is voor het eerst geldig gepubliceerd in 1959 door Allgén.